# Lateralus
Lateralus es el tercer álbum de estudio de la banda de metal progresivo Tool. Fue publicado el 15 de mayo de 2001 a través del sello discográfico Volcano. Luego de un período turbulento marcado por disputas judiciales, proyectos paralelos y su desdén por el aumento de servicios como Napster, el álbum se volvió su primer número uno en la lista Billboard 200, vendiendo 555 200 copias en su primera semana.
Con un intrincado proceso de composición, el contenido fue destacado por su naturaleza esotérica y el uso de la sucesión de Fibonacci en la canción homónima. También ha sido material de análisis y teorías por parte de la fanaticada, reordenando la lista de canciones para coincidir con la sucesión de Fibonacci, dando como resultado The Lateralus Prophecy y The Holy Gift.
De manera comercial, el álbum ha sido certificado como triple disco de platino en Estados Unidos, por parte de la RIAA en 2021. También recibieron un Premio Grammy a la mejor interpretación de metal por la canción «Schism», en 2002.
El álbum fue incluido en la lista “Definitive 200” del Salón de la Fama del Rock and Roll, apareciendo en la posición 123. Por su parte, la revista Q incluyó a Lateralus como uno de los 50 mejores álbumes de 2001. También aparece en el número 32 en la lista realizada por Rolling Stone de los 50 mejores álbumes del rock progresivo de todos los tiempos.

## Antecedentes
Un año después de la publicación de su segundo álbum de estudio Ænima, el sello Volcano Entertainment los demandó por incumplimiento de contrato, acusando a su manejo de recibir ofertas por otros sellos discográficos. El mismo día, la banda presentó una denuncia propia, citando que el sello nunca renovó su contrato en abril, considerándolo un incumplimiento técnico. El caso fue desestimado por un juez de Los Ángeles, dejando a la banda realizando un nuevo caso para salir de su contrato con Volcano.
La disputa legal fue resuelta en diciembre de 1998, llegando a un acuerdo para que la banda tuviera su propio sello discográfico a través de Volcano. Ted Gardner, quién fue su manejador, también puso una demanda contra la banda en 2000. Citando una comisión no pagada del 20% por el nuevo acuerdo entre la banda y el sello, su demanda por $5 millones incluía acusaciones por “fraude, tergiversación negligente, incumplimiento de contrato, quantum meruit y rescisión de contrato”. En medio de estas disputas, Maynard James Keenan estableció A Perfect Circle con el guitarrista Billy Howerdel en 1999. La publicación de su álbum de estudio Mer de Noms y el éxito de su posterior gira hizo crecer los rumores de una separación. Para apaciguar los rumores, fue publicado la caja recopilatoria Salival a finales de 2000, con material inédito.
En enero de 2001, la banda revelaba el nombre para el nuevo álbum, Systema Encéphale. Además del título, aparecía una lista de canciones con nombres como «Encephatalis», «Smyrma» y «Riverchrist». Una semana después, el título provisorio fue cambiado a Evasion, como también fueron alterados el resto de canciones. Sobre estos nombres falsos, Maynard expresaba en 2006: “Ponemos señuelos por necesidad. Cuando sacamos Salival, mencionamos algunos nombres de canciones y algún tarado fue a reservar todos los .com y .org”. El título definitivo, Lateralus, se rumorea ser un portmanteau entre las palabras Vastus lateralis y lateral thinking.

## Composición
Debido a sus compromisos con A Perfect Circle, la ausencia inicial de Maynard en el desarrollo musical fue crucial. Según el bajista Justin Chancellor, esto les ofreció «un respiro» para poder buscar y explorar musicalmente, estableciendo una rutina de lunes a jueves en una sala de ensayos, para luego grabar los mejores resultados en un CD. «Ticks & Leeches» fue la última canción grabada, aparentemente dejando a Maynard sin voz. Sobre la pista final «Faaip de Oiad», su nombre proviene del enoquiano “la voz de Dios”. Contiene samples de un llamado realizado al programa Coast to Coast AM de Art Bell en 1997, sobre teorías de alienígenas y el Área 51.

## Lista de canciones
Todas las letras escritas por Maynard James Keenan, toda la música compuesta por Tool. 
| N.º   | Título                | Duración |  |
| 1.    | «The Grudge»          | 8:36     |  |
| 2.    | «Eon Blue Apocalypse» | 1:04     |  |
| 3.    | «The Patient»         | 7:13     |  |
| 4.    | «Mantra»              | 1:12     |  |
| 5.    | «Schism»              | 6:47     |  |
| 6.    | «Parabol»             | 3:04     |  |
| 7.    | «Parabola»            | 6:03     |  |
| 8.    | «Ticks & Leeches»     | 8:10     |  |
| 9.    | «Lateralus»           | 9:24     |  |
| 10.   | «Disposition»         | 4:46     |  |
| 11.   | «Reflection»          | 11:07    |  |
| 12.   | «Triad»               | 8:46     |  |
| 13.   | «Faaip de Oiad»       | 2:39     |  |
| 78:51 |                       |          |  |

## Personal
| Tool - Danny Carey: batería, percusión, sample. - Justin Chancellor: bajo. - Maynard James Keenan: voz. - Adam Jones: guitarra, dirección de arte. | Producción - David Bottrill: productor, ingeniero, mezcla. - Vince DeFranco: ingeniero. - Alex Grey: ilustraciones. - Statik (Collide): máquinas en «Triad». |

## Certificaciones
| País (Certificador) | Certificación | Ventas certificadas |
| --- | ------------- | ------------------- |
| Canadá (Music Canada) | 2× Platino    | 200 000*            |
| Estados Unidos (RIAA) | 3× Platino    | 3 000 000*          |
| Reino Unido (BPI) | Oro           | 100 000*            |
| ^cifras de envíos basadas únicamente en la certificación xcifras no especificadas basadas únicamente en la certificación |               |                     |